# Wikariat Monteforte
Wikariat Monteforte – jeden z 6 wikariatów rzymskokatolickiej diecezji Avellino we Włoszech. 
Według stanu na wrzesień 2017 w skład wikariatu Monteforte wchodziło 6 parafii rzymskokatolickich. 

## Lista parafii
Źródło:
| Lp. | Miejscowość       | Parafia                                                             | Grafika | Kościół                                                                        | Adres              | Proboszcz               |
| --- | ----------------- | ------------------------------------------------------------------- | ------- | ------------------------------------------------------------------------------ | ------------------ | ----------------------- |
| 1   | Forino            | Parafia św. Felicissimusa                                           |         | Kościół św. Felicissimusa w Forino                                             | Via Pascoli        | Sac. Giovanni Palladino |
| 2   | Contrada          | Parafia św. Jana Chrzciciela i Najświętszej Maryi Panny z Monserrat |         | Kościół św. Jana Chrzciciela i Najświętszej Maryi Panny z Monserrat w Contrada | Via L. Bruno       | b.d.                    |
| 3   | Forino            | Parafia Najświętszej Maryi Panny i św. Mikołaja                     |         | Kościół Najświętszej Maryi Panny i św. Mikołaja w Forino                       | Via due Principati | Sac. Giovanni Palladino |
| 4   | Avellino          | Parafia Najświętszej Maryi Panny Konstatynopolitańskiej             |         | Kościół Najświętszej Maryi Panny Konstatynopolitańskiej w Avellino             | Via Giancola, 83   | P. Domenico Testa CSSR  |
| 5   | Forino            | Parafia św. Biagio i św. Szczepana                                  |         | Kościół św. Biagio i św. Szczepana w Forino                                    | Via Siniscalchi, 8 | b.d.                    |
| 6   | Monteforte Irpino | Parafia św. Marcina i św. Mikołaja z Bari                           |         | Kościół św. Marcina i św. Mikołaja z Bari w Monteforte Irpino                  | Piazza Umberto 1°  | Mons. Antonio Testa J.  |